# Aureliano Chaves Filho
Antônio Aureliano Sanches  de Mendonça (Itajubá, 13 de janeiro de 1958), conhecido como Aureliano Chaves Filho, é um político brasileiro filiado ao Partido da Social Democracia Brasileira (PSDB). Assumiu o cargo de Senador da República por Minas Gerais, após a renúncia de Clésio Andrade.

## Política
Participou das eleições de 1994 para deputado federal obtendo a suplência, assumindo entre 1995 até 1997 quando foi nomeado secretário esdadual de Transportes do governo de Minas Gerais. Também excerceu o mesmo cargo entre 1993 e 1994 no governo do Distrito Federal. Integrou o PFL e PSDB.

## Genealogia
- Ascendência: Aureliano é filho do ex-vice-presidente Aureliano Chaves e de Minervina Sanches de Mendonça, neto paterno do professor e dentista José Vieira de Mendonça e de Luzia Chaves de Figueiredo;  esta, filha dos primos Aureliano Chaves de Figueiredo e de Luzia Maria das Dores de Figueiredo. Por este lado Aureliano descende de uma complexa rede de endogamia formada pelos descendentes do Capitão-Mor José Álvares de Figueiredo, o fundador de Boa Esperança, de quem Aureliano é cinco vezes sexto-neto e uma vez sétimo-neto. O gosto pela política lhe veio por vários ramos familiares, principalmente do pai e mais remotamente do tataravô, coronel Joaquim Ferreira da Silva Chaves, primeiro presidente da Câmara de Boa Esperança.
- Descendência:  Aureliano casou-se com Matilde Couto Mendonça, com quem teve cinco filhas: Viviam Maria, Paula Maria, Carolina Maria, Isabela Maria e Mariana Maria.

- Colaterais: É  primo de diversas personalidades, como: Danton Mello, Eduardo Carlos Figueiredo Ferraz, Ester de Figueiredo Ferraz, Fátima Freire, Geraldo Freire, José Carlos de Figueiredo Ferraz,  Nelson Freire, Newton Freire Maia, Ricardo Gumbleton Daunt, Selton Mello e Wagner Tiso, dentre outros.